# Стрела (ТВ серија)
Стрела (енгл. Arrow) је америчка суперхеројска телевизијска серија творца Грега Берлантија, Марка Гугенхајма и Ендруа Крајсберга, базирана на лику Зелени Стрелац DC Comics-а. Серија се у Сједињеним Државама емитовала од 10. октобра 2012. до 28. јануара 2020. године на The CW-у. Стрела прати плејбој милијардера Оливера Квина, који, пет година након што се насукао на напуштено острво, враћа се кући да се бори против криминала и корупције као тајни осветник чије је оружје лук и стрела.
Серија приказује нови изглед лика Зеленог стрелца, као и других ликова из Ди-Си универзума. Иако је Оливер Квин/Зелени стрелац био присутан у телевизијској серији Смолвил, продуценти су одлучили да крену испочетка нашавши новог глумца који би приказао лика. Стрела се фокусира на хуманост Оливера Квина и како се променио временом проведеном на олупини на острву. Већина епизода у првих пет сезона садржи флешбек сцене из претходних пет година док је Оливер био на острву.
Стрела је добила генерално позитивне критике критичара. Серија је имала у просеку 3.68 милиона гледалаца током прве сезоне и добила је неколико награда и више номинација.
Од октобра 2014. године, приказује се спин-оф серија под насловом Флеш. Ово је било прво продужење заједничког универзума Универзум Стреле. Серију Флеш су касније 2015. године наследиле серије Виксен и Супердевојка, 2016. године серија Легенде сутрашњице, 2017. године серија Борци за слободу: Реј и 2019. године серија Бетвумен, које су део заједничког универзума.

## Радња
Оливер Квин и његов отац нестали су усред олује која је повукла њих и јахту у дубине мора. Након очеве смрти, Оливер наилази на напуштено острво на којем проведе наредних пет година пре повратка кући. Али, није био сам тамо, већ је научио како да се бори и преживи у свету. Осим тога, сазнао је за сву очеву корупцију и нелегалне послове којима се бавио. Напослетку се кући враћа као промењен човек, одлучан да промени ствари на боље. Постаје модеран Робин Худ, а уз капуљачу и лук и стрелу одлучан је да пронађе све оне који су упропастили његов град.